# Saint-Pierre-la-Noaille
Saint-Pierre-la-Noaille är en kommun i departementet Loire i regionen Auvergne-Rhône-Alpes i centrala Frankrike. Kommunen ligger i kantonen Charlieu som tillhör arrondissementet Roanne. År 2022 hade Saint-Pierre-la-Noaille 381 invånare.

## Befolkningsutveckling
Antalet invånare i kommunen Saint-Pierre-la-Noaille
| Referens: INSEE |